# Dachang
Der Autonome Kreis Dachang der Hui (chinesisch 大厂回族自治县, Pinyin Dàchǎng Huízú Zìzhìxiàn) ist ein autonomer Kreis der Hui in der chinesischen Provinz Hebei. Er gehört zum Verwaltungsgebiet der bezirksfreien Stadt Langfang. Dachang hat eine Fläche von 175,9 km² und 118.474 Einwohner (Stand: Zensus 2010). Sein Hauptort ist die Großgemeinde Dachang (大厂镇).